# Dédestapolcsány
Dédestapolcsány là một thị trấn thuộc hạt Borsod-Abaúj-Zemplén, Hungary. Thị trấn này có diện tích 29,43 km², dân số năm 2010 là 1480 người, mật độ 50 người/km².